# 劉德華音樂作品列表
劉德華音樂專輯主要列举介绍劉德華历年发行的各类音樂專輯。

## 專輯列表
| 发行日期       | 專輯名稱                            | 備 註 |
| -------------- | ----------------------------------- | --- |
| 1985年5月29日  | 只知道此刻愛你（粤）                | 首张专辑 曲目 1. 只知道此刻愛你 2. 飛鳥 3. 對所愛奉獻 4. 七色白日夢 5. 怎可以 6. 但願未流淚 7. 記憶中漫步（電影《法外情》插曲） 8. 我願獨行（電影《法外情》主題曲） 9. 愛的終秒 10. 願與你 11. 第二次的愛 12. 我願意 13. 心中情 |
| 1987年4月21日  | 情感的禁區（粤）                    | 曲目 1. 情感的禁區 2. 重賜我生命 3. 千個想不通 4. 當中究竟（電影《肝膽相照》主題曲） 5. 情在呼吸裡（商業一台廣播劇《衛斯理》插曲） 6. 永遠愛你 7. Mademoiselle 親一親我 8. 下雨晚上 9. 錯覺（電影《中國最後一個太監》主題曲） 10. 急凍癡情 11. Jenny我不會 |
| 1988年6月8日   | 回到你身邊（粤）                    | 曲目 1. 回到你身邊（作曲：陳家麗，編曲：陳志遠，詞：潘偉源） 2. 知己良朋 3. 留言 4. 痴心錯付 5. 真真假假（電影《風塵三俠》插曲）（與泰迪羅賓合唱） 6. 永遠記得你 7. 誰人 8. 孤零夢地 9. 獨木橋 10. 錯覺 11. 衝出禁區 12. 心醉（電影《風塵三俠》主題曲） |
| 1989年3月      | 回到你身邊&法內情（国）             | 曲目 1. 回到你身邊 2. 親愛的小孩 3. 寂寞的不是只有你 4. 幾月風 5. 站在世界的盡頭 6. 法內情 7. 迷惑 8. 說好不流淚 9. 你的眼神經過 10. 她的要求 |
| 1989年5月23月  | 共你傷心過（粤）                    | 曲目 1. 共你傷心過 2. 我恨我癡心 3. 世事多磨 4. 深夜到訪 5. 只有一個人（電影《人海孤鴻》主題曲） 6. 擁抱 7. 愛逝難離 8. 禱告 9. 流浪 10. 還沒有說完 |
| 1989年5月23月  | 劉德華（粤）                        | 曲目 1. 共你傷心過 2. 我恨我癡心 3. 世事多磨 4. 深夜到訪 5. 只有一個人 6. 擁抱 7. 愛逝難離 8. 禱告 9. 流浪 10. 還沒有說完 |
| 1989年10月26日 | 愛的連線（国）                      | 曲目 1. 愛的連線（曲：伍思凱，詞：陳復平） 2. 在夢裡 3. 在我的胸前安歇 4. 下班以後 5. 我的心也寂寞的時候 6. 忘了愛 7. 愛我愛得久一點 8. 這一天總會再回來 9. 不在意 |
| 1989年         | 流浪（粵）                          | 曲目 1. 流浪 2. 下雨晚上 3. 情感的禁區 4. 回到你身邊(Karaoke) |
| 1990年5月22月  | 可不可以（粤）                      | - 第十三屆香港十大中文金曲獎-可不可以 - 寶藝星唱片公司-《可不可以》 三白金 曲目 1. 可不可以（曲：Tony Tam，词：简宁） 2. 魔鬼的门徒 3. 停不了的爱 4. 热血男儿 5. 随缘 6. 十全十美 7. 缘尽 8. 遗弃 9. 激动 10. 谁说不可以 |
| 1990年5月      | 如果妳是我的傳說（国）              | - 台灣寶麗金唱片-"如果妳是我的傳說" 四白金 曲目 1. 如果你是我的傳說（詞：劉德華，曲：盧冠廷） 2. 可不可以（國） 3. 越愛越煩（作詞：劉德華、何啟弘） 4. 我的心不流淚 5. 找一個情人 6. 難免有錯 7. 某年冬季 詞：劉德華 8. 關於你我的事 9. 握緊你的手 10. 一顆心換你一支舞 |
| 1990年12月19月 | 再會了（粤）                        | - 90年度十大勁歌金曲-再會了 - 唱片協會-東南亞銷量達150萬張 獲頒贈30白金 - 《再會了》 - 《愛不完》 - 《To You》 - 《我和我追逐的夢》 - 《如果妳是我的傳說》 - 《可不可以》 曲目 1. 再會了（詞：林振強，曲：伍思凱） 2. 不需要愛情 3. 若然 4. 城市獵人 5. 絕望的笑容 6. 絕緣 7. 短篇小說 8. 迷醉的雙臉（詞：因葵、劉德華） 9. 笑著哭 10. 秋意中等我（與吳婉芳合唱） |
| 1991年3月28日  | 我和我追逐的夢（国）                | 曲目 1. 我和我追逐的夢 2. 把今生忘掉 3. 跟我一起飛 4. 苦纏（詞：劉德華） 5. 不甘寂寞 6. 我不是故意要那麼像他 7. 我真的可以 8. 給我一點真的愛 9. 情歌有沒有唱錯（詞：劉德華） 10. 癡情歲月 |
| 1991年6月      | 愛不完（粤）                        | - 91年度十大勁歌金曲-愛不完 - 91年度十大中文金曲-愛不完 曲目 1. 愛不完 2. 再吻我吧 3. 憑什麼 4. 夜了，好嗎 5. 若我哭泣 6. 今晚沒藉口 7. 最後…你也走了 8. 邂逅 9. 親愛的 10. 無法一天不想 11. 全人類註視 |
| 1991年9月      | 一起走過的日子（粤）                | - 1991年度十大勁歌金曲- 一起走過的日子 - 1991年度十大中文金曲- 一起走過的日子 最受歡迎卡拉OK歌曲- 一起走過的日子 曲目 1. 一起走過的日子 2. 天從人願 3. 遺棄 4. 熱血男兒 5. 不死的夢 6. 秋意中等我（與吳婉芳合唱） 7. 紅塵夢 8. 城市獵人 9. 緣盡 10. 與孤獨在奔往 11. 紅塵天使 |
| 1991年12月9日  | 來生緣（国）                        | - 台灣寶麗金唱片-《來生緣》十白金 曲目 1. 來生緣（詞：劉德華） 2. 風中的歌 3. 為了你請留下我（詞：劉德華） 4. 你總是最晚來最先走 5. 千萬個不願意（詞：劉德華） 6. 愛不完 7. 有你的地方就是我的家 8. 說再見以後是不是能再見 9. 感情用事 10. 是否你的要求太高（詞：劉德華） |
| 1991年12月     | 不可不信緣（粤）                    | - 91年度十大勁歌金曲-不可不信緣 - 92年度十大勁歌金曲-長夜多浪漫 - 寶藝星唱片公司-《不可不信緣》四白金 曲目 1. 不可不信緣（詞：劉德華） 2. 長夜多浪漫 3. 愛似是遊戲 4. 風雨依然 5. 沒法想下去 6. 是我嗎 7. 愛我吧 8. 怒劍嘯狂沙 9. 捨不得恨你 10. 誰愛著你 11. 我終於失去 |
| 1992年4月      | 暖暖柔情粵語精選（粤）              | 曲目 1. 只因一個你 2. 愛不完 3. 不需要愛情 4. 再吻我吧 5. 可不可以 6. 絕望的笑容 7. 遺棄 8. 不可不信…緣 9. 一起走過的日子 10. 憑什麼 11. 若然 12. 是我嗎 13. 最後…你也走了 14. 長夜多浪漫 15. 緣盡 16. 再會了 |
| 1992年7月12日  | 愛的空間（粤）                      | 曲目 1. 情是那么笨 2. 末世天使 3. 獻給你 4. 一知半解 5. 愛在同一天空下 6. 忘我精神 7. 祝你生辰快樂 8. 你震撼我的心靈 9. 愛人皇后 10. 其實我早猜透你的心 11. 一杯咖啡一晚夜 12. 從前我所繄抱的 13. 媽媽的臉（詞：劉德華） |
| 1992年7月22日  | 謝謝你的愛（国）                    | - 上海電視台-阿拉最爱歌曲《謝謝你的愛》 曲目 1. 記不住你的容顏 2. 謝謝你的愛（國） 3. 浪淘沙 4. 我的苦你明白 5. 一生痴戀 6. 舊情人 7. 沒有你沒有我 8. 我用眼神留住你 9. 擁抱到明天 10. 回來吧!好嗎 |
| 1992年8月      | 愛的空間（第二版）                  | |
| 1992年12月     | 真我的風采（粤）                    | - 92年度十大勁歌金曲《真我的風采》 - 92年度十大中文金曲《真我的風采》 - 93年度十大劲歌金曲《謝謝你的愛》 - 93年度十大中文金曲《謝謝你的愛》 - 93年度十大中文金曲《独自去偷欢》 曲目 1. 謝謝你的愛（粵）（詞：劉德華） 2. 假裝 3. 真我的風采 4. 無聲的一晚 5. 我狠心傷你嗎 6. 火燙 7. 愈望癒傷心 8. 獨自去偷歡 9. 再入我懷中 10. 仍唱我的歌 |
| 1993年3月25日  | 真情難收（国）                      | 曲目 1. 一輩子的錯（詞：劉德華） 2. 情歌 3. 言不由衷 4. 用你的溫柔撫平我傷口（詞：劉德華） 5. 萍水相逄 6. 真情難收 7. 傷心 8. 無心人 9. 神魂顛倒 10. 漂流 |
| 1993年7月8日   | 答案就是妳（粤）                    | - 93年度十大中文金曲-永遠寂寞 曲目 1. 答案就是你 2. LAURA 3. 暗裡著迷 4. 你是我的夢 5. 該走的時候 6. 情意綿綿 7. 硬漢子, 熱女人 8. 這一生是給你一個（詞：劉德華） 9. 開心的馬騮 10. 相依相戀（與陳嘉露合唱） 11. 永遠寂寞 |
| 1993年9月2日   | 一生一次（国）                      | - 93年度十大中文金曲奖-優秀國語歌曲-不能沒有你 曲目 1. 痴心也是錯 2. 一生一次 3. 不用人陪 4. 小情人 5. 愛你太深 6. 寧願我傷心（詞：劉虞瑞、劉德華） 7. 似曾相戀 8. 不能沒有你 9. 欲哭無淚 10. 永遠寂寞（國）（詞：劉德華） |
| 1993年12月23日 | 爱意（粤）                          | - 93年度十大勁歌金曲-情人Happy Birthday 曲目 1. 今夜夢還暖 2. 愛意香檳 3. 藕斷絲蓮（詞：紫慧（是劉德華筆名）） 4. 哎也也 5. 你是我驚喜 6. 情人Happy Birthday（詞：紫慧（是劉德華筆名）） 7. A Long Lonely Night 8. 原來是你最可愛 9. 最愛是她 10. 抱歉 11. 現實是場夢 |
| 1994年4月14日  | The Best of Andy Lau（粤）          | 曲目 1. 離開你以後 2. 天天想你 3. 真我的風采 4. 謝謝你的愛 5. 獨自去偷歡 6. 假裝 7. 永遠寂寞 8. 答案就是你 9. 暗裡著迷 10. 情人Happy Birthday 11. 今夜夢還暖 12. 現實是場夢 13. 你是我的夢 14. 該走的時候 15. 藕斷絲連 |
| 1994年4月30日  | 忘情水（国）                        | - 94年度十大勁歌金曲-最受歡迎國語歌曲金獎 -《忘情水》 - 94年度十大中文金曲-忘情水 优秀國語歌曲金獎 -《忘情水》 - 新城电台94年度勁爆國語歌曲金獎 - 《忘情水》 - 全年DJ心意金曲 -《忘情水》 - 最辣華語金曲金獎 -《忘情水》 - 94年度叱吒樂壇最喜愛的本地創作歌曲 -《忘情水》 - 20大音樂錄影帶 -《忘情水》 - 94年度Channel V大獎华语榜中榜金曲 -《忘情水》 - 鑽石大獎 -《忘情水》 曲目 1. 忘情水 2. 纏綿 3. 不該愛上你 4. 錯怪 5. 心酸 6. 你是我的溫柔 7. 痴 8. 最孤單的人是我 9. 峰迴路轉 10. 想要飛 |
| 1994年8月18日  | 五時三十分（粤）                    | - 94年度十大勁歌金曲 -《誰人知》 - 94年度十大中文金曲 -《誰人知》 - 94年度叱吒樂壇最喜愛的本地創作歌曲 -《誰人知》 - 94年度馬來西亞熱辣金曲獎 -《誰人知》 - 全年DJ心意專輯 -《5時30分》 - 全年DJ心意金曲 -《誰人知》 曲目 1. 花花世界 2. 順其自然 3. 情緣等足一輩子 4. 口琴別戀 5. 愈愛愈蠢 6. 誰人知 7. 風風雨雨 8. 鑽石眼淚 9. 換一個方式愛你 10. 緣份 |
| 1994年11月16日 | 天意（国）                          | 曲目 1. 天意 2. 友誼歷久一樣濃（詞：劉德華） 3. 沒有人可以像你 4. 等你忘了我是誰 5. 错的都是我 6. 浪花 7. 念旧 8. 我爱的是你 9. 该说的我己说（詞：劉德華） 10. 害怕爱一回 |
| 1995年4月28日  | Memories（翻唱集粤）                | 曲目 1. 天各一方 2. 昨日的渡輪上 3. 大地恩情 4. 仍記得嗰一次 5. 鐵搭凌雲 6. 倦 7. 從不知 8. 戲劇人生 9. 星夜星塵 10. 憑著愛 11. 每一句說話 12. 交叉點 13. Ma Ma I Love You |
| 1995年8月25日  | 真永遠（国）                        | - 95年度十大中文金曲-《真永遠》 - 95年度十大中文金曲-全球華人至尊金曲-《真永遠》 曲目 1. 真永遠 2. 愛火燒不盡 （詞：劉德華，電影《大冒險家》片尾曲》） 3. 絕不放棄 4. 忘了隱藏 5. 今天 6. 等你愛你到最後 7. 你說他是你想嫁的人 8. 夢中見 9. 真的愛著你 10. 心聲共鳴 11. 永遠是這天 |
| 1995年12月5日  | 情未鸟（粤）                        | - 95年度十大勁歌金曲-情未鸟 - 96年度十大中文金曲-情未鸟 曲目 1. 除非是你 2. 情未鸟 3. 有心无力 4. 爱极浓 5. 极度情欲 6. 十年 7. 情深的一句 8. 爱你没问题 9. 后悔 10. 夜茫茫 11. 梦里梦 |
| 1996年2月      | 再一次擁抱（日）                    | - 個人首張於日本發行之日文EP 曲目 1. もう一度抱きしめたい 2. 情未鳥 3. もう一度抱きしめたい（伴唱版） 4. 情未鳥（伴唱版） |
| 1996年2月      | 再一次擁抱（國）                    | - 台灣版單曲專輯 曲目 1. 再一次擁抱（日語） 2. 情未鳥（未了情版） 3. 如果天有情 4. 情未鳥（伴唱版） 5. 如果天有情（伴唱版） |
| 1996年5月      | 相思成灾（国）                      | - 96年度十大中文金曲奖-優秀國語歌曲銀獎-《相思成災》 - 新城勁爆國語歌曲-《相思成災》 - 新城金心國語歌鑽石獎-《相思成災》 曲目 1. 相思成災 2. 同名男子 3. 若我是他我一定娶你 4. 心裡有歌 5. 沒有輸 6. 你會看見我的愛 7. 每次醒來 8. 如果天有情 9. 關心 10. 心如止水 11. 多情 12. 叫世界喝采（與李克勤合唱） |
| 1996年6月      | 因為愛（国）                        | - 96年度十大劲歌金曲奖-最受歡迎國語歌曲銅獎-《因為愛》 - 96Channel V榜中榜Top20 -《因為愛》 - 動感321中文音樂金曲獎 -《因為愛》 - YMC至尊最愛國語歌 -《因為愛》 曲目 1. 因為愛 2. 鐵了心愛你 3. 為了你乾杯 4. 如果看到她請告訴我 5. 隨風而去 6. 朱顏記 7. 太多太多的抱歉 8. 該怎麼才知道 9. 愛不死 10. 男人眼淚（詞：劉德華） 11. 願牽你的手（與彭佳慧合唱） 12. 保證 |
| 1996年8月      | 在乎您（粤）                        | - 96年度十大勁歌金曲 -《一個人睡》 - 我的最愛唱片96冠軍 -《在乎您》 - 我的最愛本地唱片96 -《在乎您》 - 96年度勁爆流行歌曲獎 -《一個人睡》 - 跳舞音樂歌曲獎 -《倒轉地球》 - 溫哥華中文電台-北美洲至Hit中文金曲獎 -《絕對在乎您》 曲目 1. 倒轉地球 2. 一個人睡 3. 半生愛的女人 4. 潮水（詞：劉德華） 5. 推不開 6. 另一半 7. 同床 8. 寂寞（但你不知） 9. 不能溶化的冰（詞：劉德華） 10. 絕對在乎你（詞：劉德華） 11. 擁抱你（詞：劉德華） 12. 灑 |
| 1997年4月      | 愛如此神奇（国）                    | - 97年度十大劲歌金曲奖-最受歡迎國語歌曲金獎-《中國人》 - 97年度十大中文金曲-中國人 優秀國語歌曲金獎-《中國人》 - Channel V华语榜中榜Top20-《愛如此神奇》 - 97年度台灣IFPI唱片銷量十強 -《因為愛》、《愛如此神奇》 - 97年度金曲龍虎榜 - 國語大碟專輯第5名（愛如此神奇） - 第5屆中國音樂電視海外及港台地區特別獎 - 《中國人》 曲目 1. 愛如此神奇 2. 不要帶他走 3. 中國人 4. 你怎麼捨得我難過 5. 浪人情歌 6. 花心 7. 無情的雨無情的你 8. 愛如潮水 9. 吻別 10. 你把我灌醉 11. 用心良苦 12. 我終於失去了你 13. 最愛是你 |
| 1997年9月      | 真生命（粤）                        | - 97年度十大勁歌金曲 -《真生命》 - Club香港仔（日本雜誌）-97 Best Album獎 -《真生命》 - 最佳粵語專輯 - 《真生命》 - 我的最愛唱片97冠軍 -《真生命》 - YMC至尊最愛廣東歌 -《真生命》 - 動感321中文音樂金曲獎 -《甘心》 曲目 1. 真生命 2. 舞照跳（詞：劉德華） 3. 愛太難 4. 匹夫最勇（詞：劉德華） 5. 甘心（詞：劉德華） 6. 兄弟姊妹 7. 自私 8. 意亂情迷 9. 不談情感 10. 桃花源 |
| 1997年12月     | 愛在刻骨銘心時（国）                | - 台灣飛碟電台-劲爆民选大赏-一月份最高播放率專輯銀獎 -《愛在刻骨銘心時》 - 我最喜歡的台語歌曲金獎 -《世界第一等》 - 最受歡迎華語金曲 -《冰雨》 - 最佳華語專輯 -《愛在刻骨銘心時》 - 98動感321中文音樂金曲 - 冰雨、世界第一等 - 98醉心龍虎榜頂尖金曲 - 孤星淚 金曲第1位-孤星淚 - 金曲龍虎榜1998年國語十大專輯 - 愛在刻骨銘心時 曲目 1. 孤星淚 2. 冰雨 （詞：劉德華、李密） 3. 別說愛情苦（與梅艷芳合唱） 4. 男孩女孩（詞：劉德華） 5. 偷回憶的人 6. 馬桶 7. 老夫妻（詞：劉德華） 8. 燈紅酒綠 9. 給你們的一封信（詞：劉德華） 10. 世界第一等 |
| 1998年1月      | 挂念·劉德華情歌32首（精选集粤）     | - 99十大勁歌金曲-公益金慈善金曲大獎 - 一起走過的日子 - 新城至襟聽電影主題曲 - 一起走過的日子 - 金曲20載十大最愛 - 一起走過的日子 曲目 Disc 1 1. 一起走過的日子 2. 絕望的笑容 3. 再吻我吧 4. 長夜多浪漫 5. 可不可以 6. 遺棄 7. 憑什麽 8. 緣盡 9. 夜了，好嗎？ 10. 秋意中等我（與吳婉芳合唱） 11. 情是那麽笨 12. 十全十美 13. 你震撼我的心靈 14. 風雨依然 15. 城市獵人 16. 親愛的 Disc 2 1. 謝謝你的愛（國語） 2. 愛不完 3. 不可不信…緣 4. 是我嗎 5. 不需要愛情 6. 若然 7. 未世天使 8. 最後…你也走了 9. 愛我吧 10. 絕緣 11. 笑著哭 12. 捨不得恨你 13. 從前我所緊抱的 14. 媽臉 15. 與孤獨在奔往 16. 再會了 |
| 1998年7月3日   | 你是我的女人（粤）                  | - 98年度十大勁歌金曲 - 你是我的女人 - 98年度十大中文金曲 - 你是我的女人 - 七月份最高播放率專輯銀獎 - 你是我的女人 - 98年醉心龍虎榜十大金曲第2位 - 你是我的女人 - 98年度勁爆歌曲 - 你是我的女人 曲目 1. 你是我的女人（詞：劉德華） 2. 掛念 3. 我不相信眼淚 4. 他的女人（詞：劉德華） 5. 情種（詞：劉德華） 6. 死剩把口（詞：劉德華） 7. 毛衣（詞：劉德華） 8. 話我知（詞：劉德華） 9. 你呼我吸 10. 無出息漢子 11. 天空 12. 你是我的女人（國語） 13. 熱情的沙漠2000（國語） 14. 壞東西（國語） 15. Adakalanya Menghiris（馬來語） |
| 1998年11月     | 笨小孩精选（国）                    | - 98年度十大勁歌金曲奖-最受歡迎國語歌金獎 - 笨小孩 - 98年度十大中文金曲奖-優秀國語歌曲金獎 - 笨小孩 - 勁爆國語歌曲 - 笨小孩 - 十一月份最高播放率專輯金獎 - 笨小孩 - 我最喜歡的新曲加精選專輯金獎 - 笨小孩 - 我最喜歡的合唱歌 "笨小孩" 銀獎 - 我最喜歡的國語歌 "笨小孩" 銀獎 曲目 Disc 1 1. 笨小孩（詞：劉德華，與柯受良、吳宗憲合唱） 2. 我要你的每天 3. 去年煙花特別多 4. 忘情水（98新編重唱） 5. 天意（98新編重唱） 6. 一生一次（98新編重唱） 7. 真情難收（98新編重唱） 8. 你是我的女人 9. 孤星淚 10. 相思成災 11. 忘了隱藏 12. 如果天有情 13. 你說他是你想嫁的人 14. 馬桶 15. 笨小孩（獨唱版） Disc 2 1. 好日子（粵語）（詞：劉德華）（香港賽馬會98親善序曲） 2. 火焰心（粵語） 3. 無出息的漢子（粵語） 4. 因為愛 5. 愛如此神奇 6. 鐵了心愛你 7. 今天 8. 中國人 9. 真永遠 10. 冰雨 11. 每次醒來 12. 如果看到她請告訴我 13. 最怕你跟別人睡 14. 世界第一等（台語） |
| 1999年7月      | 回家真好新曲 + 精选（粤）           | 曲目 Disc 1 1. 預謀 2. 浪子心聲（與張家輝合唱） 3. 世事如棋 4. 掛念 5. 情深的一句 6. 一起走過的日子 7. 可不可以 8. 緣盡 9. 再會了 10. 他的女人 11. 甘心 12. 真心命 13. 一個人睡 14. 愛不完 15. 回家真好（國語）（詞：劉德華、李安修、陳富榮）（和成生活中的朋友廣告曲） 16. 笨小孩 - 聰明版（國語） Disc 2 1. 情深的一句（張家輝主唱） 2. 你是我的女人 3. 除非 ... 是你 4. 絕對在乎你 5. 再吻我吧 6. 絕望的笑容 7. 倒轉地球 8. 謝謝你的愛（Live Version） 9. 情人 Happy Birthday（Live Version） 10. 真我的風采（Live Version） 11. 這一生是給你一個（Live Version） 12. 暗裡著迷（Live Version） 13. 假裝（Live Version） 14. 獨自去偷歡（Live Version） |
| 1999年5月      | 人間愛（国）                        | - 99年度十大中文金曲-木魚與金魚 优秀国语歌曲金奖-木魚與金魚 曲目 1. 木魚與金魚 2. 上帝創造女人 3. 男朋友（詞：劉德華、林隆璇）（電影《黑馬王子》主題曲） 4. 都怪我 5. 公寓 6. 會說話的啞巴 （詞：劉德華） 7. ABCDE（詞：劉德華） 8. 油畫 9. 跟我兩輩子 10. 繼續... 11. 回家真好（和成廣告曲） |
| 1999年11月     | 愛無知（粤）                        | - Music Tower 全年唱片大獎《愛無知》 - 我最愛專業推介大碟2000（華語區）《愛無知》 曲目 1. 一人一步 2. 爭氣（詞：劉德華） 3. 分開不要在雨天（詞：劉德華） 4. 天人水（和成廣告歌） 5. 拉鋸戰 6. 新好情人 7. 汗 8. 愛無知（詞：劉德華） 9. 痛 10. 繼續流浪（詞：劉德華） 11. 費解 |
| 2000年5月      | Just For You（EP限量碟）            | - 勁爆歌曲《將自己給你》 曲目 1. 將自己給你（粵）（道地綠茶廣告歌） 2. 你是我一生中最大的驕傲（國） 3. I'm Easy（英文歌）（EC Easy Net廣告歌） 4. In Your Eyes（英文歌）（與菲律賓首席暢銷天后Sharon Cuneta對唱+著名鋼琴音樂家金布里克曼（Jim Brickman）詞曲及編曲製作） |
| 2000年8月      | 男人的愛（國）                      | - 2000年度十大中文金曲奖-《男人哭吧不是罪》優秀國語歌曲獎金獎《我不夠愛你》全國最受歡迎中文流行歌曲金獎 - 我不夠愛你 - 2000年度十大勁歌金曲奖-最受歡迎國語歌曲金獎-我不夠愛你 - 第一届全球華語歌曲排行榜20大金曲 - 男人哭吧不是罪、我不夠愛你 最佳對唱歌曲《我不夠愛你》 - 勁爆國語歌曲《我不夠愛你》 曲目 1. 男人哭吧不是罪 2. 我不夠愛你（與陳慧琳合唱） 3. 享用我的姓 4. 明天同一時間 5. 總會有一天 6. 沒有你的城市 7. 我學會 8. 不再愛了 9. 人生長路 10. 我不夠愛你（獨唱版） 11. 愛情新活力 |
| 2000年10月     | 劉德華唱作俱佳作品集（國）          | 曲目 1. 真情難收 2. 一生一次 3. 寧願我傷心 4. 忘情水 5. 纏綿 6. 天意 7. 浪花 8. 沒有人可以像你 9. 一輩子的錯 10. 用你的溫柔撫平我傷口 11. 萍水相逄 12. 永遠寂寞 13. 你是我的溫柔 14. 不該愛上你 15. 該說的我已說 16. 友誼歷久一樣濃 |
| 2000年12月     | 心藍（粤）                          | - 2000年度十大勁歌金曲-當我遇上你 - 香港樂壇評議會-最受歡迎年度流行金曲金獎《心藍》 - 馬來西亞年度十大紅人金曲獎《缺陷美》 曲目 1. 心藍 2. 當我遇上你（電影“阿虎”主題曲） 3. 微笑（電影“阿虎”插曲） 4. 神秘的遊戲 5. 請你莫忘我（詞：劉德華） 6. 視而不見 7. 超友誼 8. 百分百好戲 9. 只有你當我聖誕樹 10. 缺陷美（TVB電視[美麗人生]主題曲） |
| 2001年1月      | The Melody Andy Vol.8（粤+國）      | - 99年度十大勁歌金曲-心只有妳 最受歡迎國語歌曲金獎-愛你一萬年 最受歡迎廣告歌曲大獎銀獎-心只有你 - 99年度十大中文金曲奖-最佳廣告歌曲獎銅獎-心只有妳 - 我最愛普語歌曲2000（華語區）《愛你一萬年》 - 99華語榜中榜金曲 - 愛你一萬年 - YMC至尊榜總選99 - 至尊最愛華語歌曲 - 心只有妳 曲目 Disc 1 1. 缺陷美（TVB電視[美麗人生]主題曲） 2. 心藍（詞：劉德華） 3. 當我遇上你（詞：劉德華）（電影《阿虎》主題曲） 4. 微笑（詞：劉德華）（電影《阿虎》插曲） 5. 將自己給你（詞：劉德華）（『道地綠茶』廣告歌） 6. 汗（詞：劉德華，作曲：陳德建、劉德華） 7. 痛（詞：劉德華） 8. 爭氣 9. 掛念 10. 愛無知 11. 死剩把口 12. I'm Easy 13. In Your Eyes Disc 2 1. 天馬行空（詞：劉德華）（天馬摩托車廣告主題曲） 2. 男人哭吧不是罪（詞：劉德華） 3. 享用我的姓（詞：劉德華） 4. 你是我一生中最大的驕傲（詞：劉德華） 5. 愛你一萬年（西藏慈善音樂會主題曲）（詞：劉德華，曲：giorgiomoroden、陳德建、劉德華） 6. 木魚與金魚 7. 都怪我 8. 笨小孩 9. 天人水 10. 去年煙花特別多 11. 會說話的啞巴 12. ABCDE 13. 我不夠愛你（與陳慧琳合唱） |
| 2001年6月15日  | 天開了（國）                        | - 01年度十大勁歌金曲獎-最受歡迎國語歌曲銅獎-《我的心只可容納你》 - 01年度十大中文金曲獎-優秀國語歌曲獎銅獎-《我的心只可容納你》 - 新城國語力歌曲《我的心只可容納妳》 - 第八屆榜中榜歌曲獎Top 20-《我的心只可容納你》 - 十五首金曲獎《我的心只可容納你》 曲目 1. 踢出個未來（詞：劉德華）（電影《少林足球》主題曲） 2. 我的心只可容納你（詞：劉德華）（道地綠茶廣告歌） 3. 偷聽女孩心（詞：劉德華） 4. 一壼鄉愁 5. 空心 6. 膩了 7. 原來你才是天堂 8. 願意 9. 其中一位（詞：劉德華） 10. 專一隻因為你 |
| 2001年8月      | 夏日Fiesta（粤+國）                 | - 01年度十大勁歌金曲獎《夏日Fiesta》 - 01年度十大中文金曲《夏日Fiesta》 - 專業推介、叱吒十大歌曲第四位《鴿子情緣》 - 香港樂壇評議會2001-我最喜愛的年度大碟金獎《夏日Fiesta》 - 新城國語力歌曲《還記得我嗎》 - 勁爆播放指數大獎《夏日Fiesta》 - 勁爆歌曲《夏日Fiesta》 曲目 1. 夏日Fiesta（演唱會主題曲） 2. 我的伴侶（電影《瘦身男女》插曲） 3. 鴿子情緣（詞：劉德華）（廣播劇《鴿子園》主題曲） 4. 為我鼓掌（卡通《數碼暴龍02》粵語主題曲） 5. 男兒志（詞：劉德華）（電影《少林足球》插曲） 6. 為愛瘦一次（詞：劉德華、陳少琪）（電影《瘦身男女》插曲） 7. 地球戰士（詞：劉德華）（卡通《數碼寶貝02》國語主題曲） |
| 2001年12月     | 《愛君如夢》電影原聲大碟（粵+國）   | 曲目 1. 彈彈琴 跳跳舞（與梅艷芳合唱） 2. 祝你生辰快樂 3. 愛君如夢（與吳君如合唱） 4. 兩仔爺（與梅艷芳、吳君如、鄭中基、林家棟、應採兒、林子聰及鍾依澄合唱） 5. 大團圓 6. 還記得我嗎 X'mas Mix（國語）（詞：劉德華）（“Baleno”廣告主題曲） 7. 圓舞之夜 Waltz Night（Night） 8. Three To Tango（Music） 9. 夢想成真（Music） 10. 三角音樂盒（Music） 11. 舞吧（與種依澄合唱）（國語）（詞：劉德華） 12. 一段情（國語）（詞：劉德華） 13. 整體（與種依澄合唱）（國語）（詞：劉德華） 14. 你是最好的（國語）（詞：劉德華）（電影”愛君如夢”主題曲） |
| 2002年7月11日  | 美麗的一天（國）                    | - 02年度十大中文金曲-天生天養 優秀國語歌曲銀獎“練習”全國最受歡迎中文流行歌曲銀獎“練習” - 02年度十大勁歌金曲獎- 天生天養 - 華語榜中榜金曲-黑蝙蝠中队 - 國語力歌曲獎：練習 - 第三届全球華語歌曲排行榜20大金曲：練習、無間道(收錄在2005年繼續談情) - 香港作曲家及作詞家協會-最廣泛演出國語歌曲獎：練習 曲目 1. 黑蝙蝠中隊 2. 練習 3. 肉麻情歌 4. 結婚進行曲 5. 親愛的媽媽（詞：劉德華） 6. 永遠是 7. 續集 8. 左岸 9. I Miss You（詞：劉德華、李安修、紀佳松） 10. A Better Day 11. 天生天養（粵語） |
| 2003年6月5日   | 如果有一天（粤）                    | - 03年度十大勁歌金曲獎-如果有一天 - 新城國語力颁奖礼-國語力歌曲獎-太想愛、月老 熱播冠軍歌曲大獎-月老 - TVB8金曲：月老 曲目 1. 如果有一天（詞、曲：劉德華）（2003地道綠茶廣告歌） 2. 月老（國語）-你的野蠻男友（詞：劉德華、湯小康） 3. 17歲（詞：劉德華、徐繼宗） 4. 今時今日 5. 魚尾紋 6. 情人敵人 7. 多想你好（詞：劉德華）（飛行服務隊主題曲） 8. 忠於自己（詞：劉德華） 9. 真愛是苦味（詞：劉德華）（卡通《神鵰俠侶》主題曲） 10. 大小孩 |
| 2003年3月      | 环球 DSD 視聽之王（粤）             | 曲目 1. 一起走過的日子 2. 緣盡 3. 可不可以 4. 絕望的笑容 5. 笑著哭 6. 情是那麼笨 7. 祝你生辰快樂 8. 愛不完 9. 長夜多浪漫 10. 最後...你也走了 11. 不可不信緣 12. 無法一天不想 13. 再吻我吧 14. 秋意中等我（與吳婉芳合唱） 15. 短篇小說 16. 再會了 |
| 2004年8月19日  | Coffee or Tea（粤）                 | - 04年度十大勁歌金曲獎-按摩女郎、最受歡迎華語歌曲金獎-原來我有愛、最受歡迎廣告歌曲大獎銀獎-常言道 - 04年度十大中文金曲獎-常言道 - 最佳作詞獎-幸福這麼遠那麼甜 - 全球觀眾最愛粵語歌曲獎-按摩女郎 - 最佳音樂錄影帶演繹獎-太想愛 - TVB8金曲-原來我有愛 - 新城勁爆歌曲-按摩女郎 無須擔心 曲目 1. 常言道（道地綠茶2004廣告主題曲） 2. 按摩女郎 3. 的士司機（詞：劉德華） 4. 如果我有事 5. 魔鬼在戀愛（詞：劉德華） 6. 聽話了（詞：劉德華） 7. 影帝無用（詞：劉德華） 8. 我唔識字 9. 無須擔心（詞：劉德華） 10. 馬龍白蘭度 11. 幸福這麼遠那麼甜（國語）（詞：劉德華）（愛盲公益廣告主題曲） |
| 2005年8月4日   | 再說一次我愛你（國）                | - 05年代十大中文金曲獎-再說一次我愛你，優秀流行國語歌曲獎-銅獎《再說一次我愛你》 - 05年度十大勁歌金曲獎-最受歡迎華語歌曲金獎-《再說一次我愛你》 - 新城國語力頒獎禮2006—國語力歌曲獎《再說一次我愛你》與《狠心的一課》，熱播冠軍歌曲大獎《再說一次我愛你》 - 05年中國原創音樂流行榜-金曲獎《再說一次我愛你》，全國至尊金曲大獎-再說一次我愛你 - RoadShow至尊歌曲-再說一次我愛你 - 第六屆全球華語歌曲排行榜：最佳專輯-再說一次我愛你，年度20大金曲-再說一次我愛你 曲目 1. 再說一次我愛你（電影《再說一次我愛你》主題曲）（詞：劉德華、李安修） 2. 狠心的一課（詞：劉德華） 3. 未知數 4. 一個人 5. 單純女孩 6. 美人痛（詞：劉德華）（內地電視劇《傳奇皇帝朱元璋》片尾曲） 7. 虹橋機場的咖啡廳 8. 苦命梁祝（詞：劉德華） 9. 完美（詞：劉德華） 10. 真心話（詞：劉德華） |
| 2005年12月13日 | 繼續談情（粵）                      | - 05年度十大勁歌金曲-繼續談情 - 03年度十大中文金曲-無間道 - 新城勁爆歌曲-繼續談情 - 新城勁爆原創歌曲-繼續談情 - 至尊歌曲-繼續談情 再說一次我愛你 - 第22届香港金像奖最佳原創電影歌曲-無間道（主唱：劉德華、梁朝偉） - 最受歡迎對唱歌曲獎-無間道 曲目 1. 繼續談情 2. 下次不敢（詞：劉德華、李安修）（電影《童夢奇緣》主題曲） 3. 天比高（2005香港商業電台合創新時代第三部曲） 4. 我得你（詞：劉德華）（2005道地綠茶廣告主題曲） 5. 原來我有愛（詞：劉德華）（2004 Baleno 廣告主題曲） 6. 太想愛（詞：劉德華）（2003 Baleno 廣告主題曲） 7. 自作自受（電影《無間道III-終極無間》主題曲） 8. 無間道（詞：劉德華，作曲：劉德華、陳德建、溫浩傑）（電影無間道主題曲-獨唱版） 9. 繼續談情…相聚篇（劇場版） 10. 我得你 the invisible acapella mix 11. 那一天（電影《天下無賊》主題曲） 12. 繼續談情…分離篇（再說一次我愛你，粵語主題曲） 13. 恭喜發財（詞：劉德華、李安修）（2005年網路手機最佳拜年歌曲） 14. 如果我有事 15. 你是我的女人 16. 暗裡著迷 17. 新好情人 18. 回到你身邊 19. 缺陷美（電視劇《美麗人生》主題曲） 20. 這一生是給你一個 21. 絕對在乎您 22. 潮水 23. 笑著哭 24. 情深的一句 25. 他的女人 26. 無出息的漢子（電視劇《烈火雄心》插曲） 27. 愛無知 28. 當我遇上你（電影《阿虎》主題曲） |
| 2006年9月1日   | 聲音（粤）                          | - 06年度十大勁歌金曲-《張開眼睛》最受歡迎廣告歌曲金獎-《張開眼睛》 - 06年度十大中文金曲奖-累鬥累 - 2006年度新城勁爆頒獎禮-新城勁爆歌曲《心照》、《張開眼睛》，勁爆原創廣告歌曲 《張開眼晴》，勁爆創作專輯《聲音》，全球勁爆歌曲《張開眼睛》 - TVB勁歌優秀選（第二季）-金曲獎《張開眼睛》最受歡迎廣告歌曲獎《張開眼睛》 - 2006年度RoadShow至尊音樂頒獎禮-至尊歌曲-張開眼睛 曲目 1. 張開眼睛（2006道地極品烏龍茶廣告歌）（詞：劉德華） 2. 心照（詞：劉德華） 3. 累鬥累（詞：劉德華）（“瘋狂的石頭”電影主題曲） 4. 大俠（詞：劉德華）（港台電視節目”一家人”主題曲） 5. 一家人（詞：劉德華） 6. 教你如何不愛他（詞：劉德華、林夕） 7. 多愁善感 8. 模範生 9. 紅顏自閉 10. 觀世音 11. 心肝寶貝（國）（中國乙肝防治疾病教育暨首屆全國“愛肝日”主題曲）（詞：劉德華） |
| 2007年7月18日  | 一隻牛的異想世界（國）              | - 07年度RoadShow至尊音樂頒獎禮-至尊歌曲 《一》 - 07年度新城勁爆頒獎禮-勁爆歌曲《只想抱抱》 勁爆原創廣告歌曲《只想抱抱》 - 日本MTV音樂錄影帶大獎-最优秀BuzzAsia大中华区歌手大奖《一》 曲目 1. Command 2. 超人 3. 最受歡迎男歌手- 曾志偉特別聲音演出。 4. 一 5. 牧笛 6. 歸宿（詞：劉德華，作曲：林夕） 7. 冬季不下雪 8. 玄之又玄 9. 我是一隻牛（詞：劉德華） 10. 繭人（詞：劉德華、珊佩） 11. 壹塊錢（詞：劉德華）（李連杰“一基金”主題曲） 12. 只想抱抱（詞：劉德華）粵語Bonus（香港“道地綠茶”廣告曲） |
| 2007年12月5日  | Everyone is No. 1（新曲+精选粤+國） | IFPI香港唱片銷量大獎2008 - 十大銷量廣東唱片 曲目 Disc 1（粤） 1. 一起嗌（New）（詞：劉德華、藍奕邦、岑偉忠） 2. 沒有翅膀的天使（新歌）（麥當勞叔叔之家慈基金主題曲）（詞：劉德華） 3. 不是我的我不要（新歌） 4. 如果有一天 5. 繼續談情 6. 按摩女郎 7. 人生捕手 8. 我得你 9. 常言道 10. 天生天養 11. 夏日 Fiesta 12. 鴿子情緣 13. 心藍 14. 將自己給你 15. 17歲 Disc 2（國） 1. Everyone is No.1（新歌）（詞：劉德華、李安修） 2. 投名狀（新歌） 3. 兄弟（新歌）（詞：劉德華）（電影《兄弟》主題曲） 4. 練習 5. 原來我有愛 6. 下次不敢 7. 太想愛 8. 心肝寶貝 9. 再說一次·我愛你 10. 你是我一生中最大的驕傲 11. 狠心的一課 12. 幸福·這麼遠·那麼甜 13. 黑蝙蝠中隊 14. 肉麻情歌 15. 男人哭吧不是罪 |
| 2009年2月13日  | 希望·愛（粤+國）                    | IFPI香港唱片銷量大獎2009 - 十大銷量廣東唱片 曲目 1. 長途伴侶 2. I Wish 3. 未到傷心處 4. 痴心不再流行 5. 你是我所有 6. 一晚長大 7. 大男人 8. 我只想你好 9. 恩賜 10. 等我 11. I Do（國）（電影《游龍戲鳳》主題曲） 12. 美麗的回憶（國） 13. 最好的朋友（國） 14. 承諾（國） |
| 2009年7月24日  | 長途伴侶（粤精选）                  | 曲目 1. 長途伴侶 2. 一晚長大 3. 只想抱抱 4. 張開眼睛 5. 我得你 6. 常言道 7. 如果有一天 8. 天生天養 9. 我的心只可容納妳 10. 將自己給你 |
| 2010年10月13日 | 忘不了的（翻唱集粤+国）             | IFPI香港唱片銷量大獎2010 - 十大銷量廣東唱片 曲目 Disc 1（國） 1. 掌聲響起 2. 被遺忘的時光 3. 三月裡的小雨 4. 大眼睛 5. 踏浪 6. 孤兒淚 7. 北國之春之榕樹下之故鄉的雨 8. 巧合 9. 小丑 10. 總有一天等到你 11. 珍愛舞台（國語新歌演唱會主題曲） Disc 2（粵） 1. 人辦 2. 阿信的故事 3. 信自己 4. 天籟…星河傳說 5. 蔓珠莎華 6. 最愛是誰 7. Stand up 8. 忘不了你 9. 一生何求 10. 漫步人生路 11. I Don't Wanna Say Goodbye（粵語新歌演唱會主題曲） |
| 2020年12月15日 | 演·唱（粤+国+翻唱）                 | 数字专辑 曲目 1. 继续美丽 2. 相信我（国语） 3. 兄弟不怀疑 4. My Love 5. 原谅我（国语版） 6. 回家的路（国语） 7. 笑一笑（独唱版） 8. 余生一起过 9. 慢慢习惯（国语） 10. 解开 11. 爱永远存在 12. 浪子心声（翻唱） 13. 谁能明白我（翻唱） 14. 狮子山下（翻唱） 15. 孤雁（翻唱） 16. 原谅我（粤语版） 17. 兄弟不怀疑（独唱版） |